# Hogna liberiaca
Hogna liberiaca Roewer, 1959 è un ragno appartenente alla famiglia Lycosidae.

## Caratteristiche
I cheliceri sono di colore marrone scuro, con la parte frontale ricoperta di una peluria bianco-grigiastra.
L'olotipo femminile rinvenuto ha lunghezza totale è di 18 mm; la lunghezza del cefalotorace è di 8,0 mm; e quella dell'opistosoma è di 10,0 mm.

## Distribuzione
La specie è stata reperita nella Liberia occidentale: nei pressi della città di Monrovia.

## Tassonomia
Al 2017 non sono note sottospecie e dal 1959 non sono stati esaminati nuovi esemplari.